# Werner von der Schulenburg (Politiker, 1841)

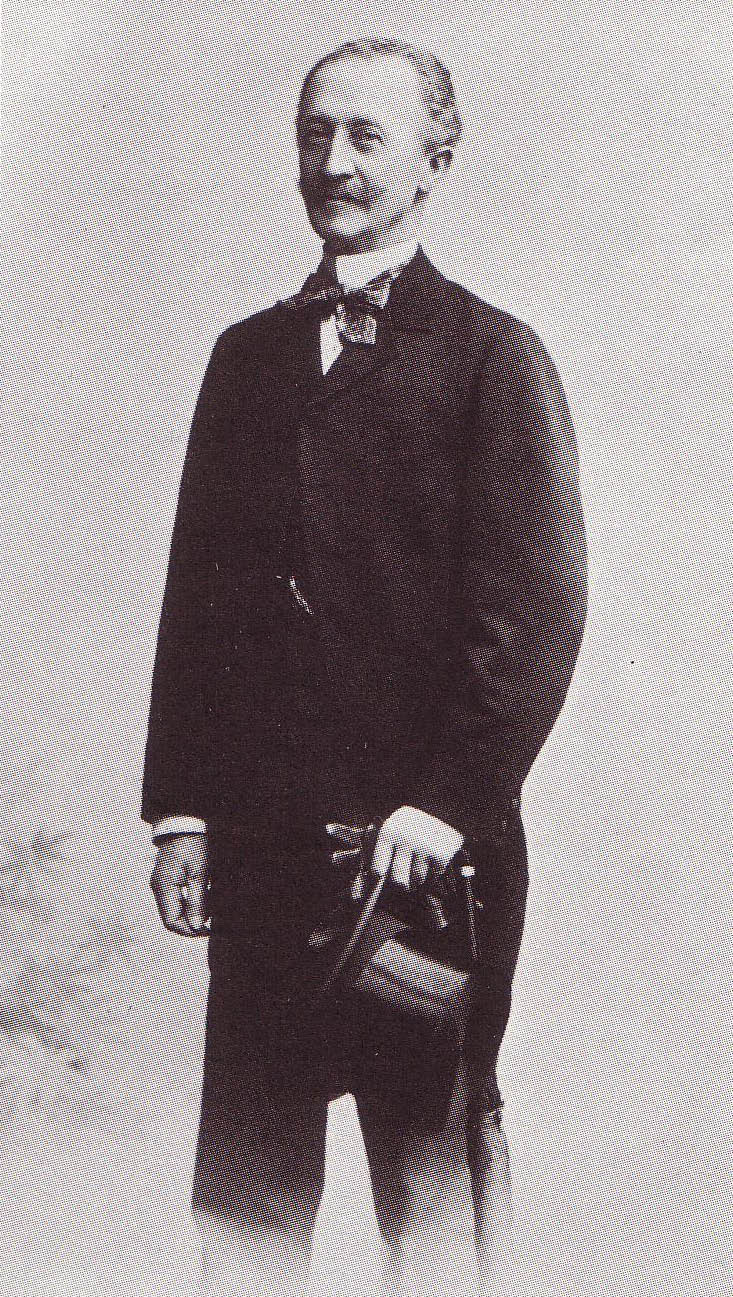
Werner von der Schulenburg

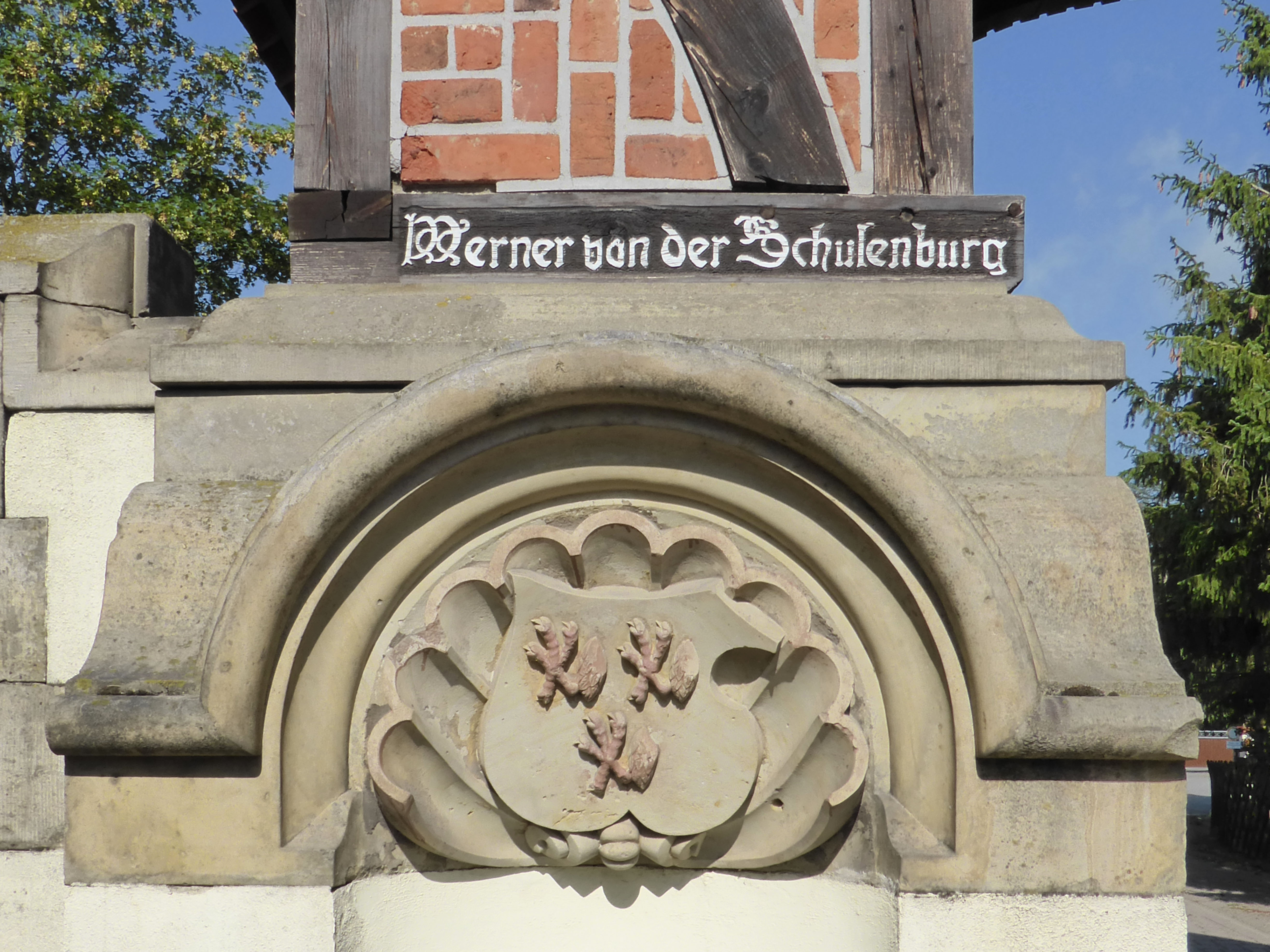
Inschrift und Wappen am Eingangstor des Apenburger Hofes in Beetzendorf von 1892

Leopold Wilhelm Werner von der Schulenburg (* 2. August 1841 in Salzwedel; † 28. September 1913 ebenda) war preußischer Landrat und Politiker.

## Familie
Schulenburg entstammte dem 1237 erstmals urkundlich erwähnten altmärkischen Adelsgeschlecht derer von der Schulenburg. Er war der Sohn des preußischen Landrats und Landesdirektors der Altmark Wilhelm von der Schulenburg (1806–1883), Stifter des Fideikommiss Beetzendorf und Propstei Salzwedel sowie Erbküchenmeister der Kurmark Brandenburg, und dessen zweiter Ehefrau Klara von Lattorff (1819–1890).
Schulenburg heiratete am 15. April 1879 in Berlin Elise von Wuthenau (* 1. August 1856 auf Gut Groß-Paschleben, Landkreis Anhalt-Bitterfeld; † 4. September 1941 auf Gut Beetzendorf), die Tochter des Gutsbesitzers Fedor von Wuthenau, Gutsherr auf Groß-Paschleben, und der Luise von Kotze (Haus Groß-Germersleben). Aus der Ehe gingen folgende Kinder hervor:
- Hans Joachim von der Schulenburg (1880–1924). Er wurde Erbe von Beetzendorf, begann seine Laufbahn auf der Ritterakademie Brandenburg und erlernte Land- und Forstwirtschaft. Unter anderem war er auf der Forstakademie Eberswalde eingeschrieben.[1] Sein Gut Beetzendorf II umfasste ohne die Nebengüter in Klein- und Groß Wismar, und Weitere, im Umfang 477 ha.[2]
- Julius Fedor Albrecht (* 1881)
- Elise Klara Gisela (1883–1971) ⚭ Heinrich Christoph Ernst Graf Finck von Finckenstein (1862–1948)
- Marie Bertha Adelheid (1884–1893)
- Werner Wilhelm Egbert (* 1888)
- Anna Sophie Elisabeth Armgard (* 1889)
- Joachim Albrecht Ludolf Wedige von der Schulenburg (1896–1977)

## Leben
Schulenburg war Fideikommissherr auf Beetzendorf und Probstey Salzwedel und Erbküchenmeister der Kurmark Brandenburg. Er war königlich-preußischer Major und von (1880) 1881 bis 1912 Landrat des Kreises Salzwedel, Rechtsritter des Johanniterordens und Mitglied des Preußischen Herrenhauses.
Zwischen 1890 und 1893 war er Mitglied des Deutschen Reichstags für den Wahlkreis Regierungsbezirk Magdeburg 1 Salzwedel, Gardelegen und die Deutschkonservative Partei. Von 1882 bis 1890 war er Mitglied des Sächsischen Provinziallandtages.

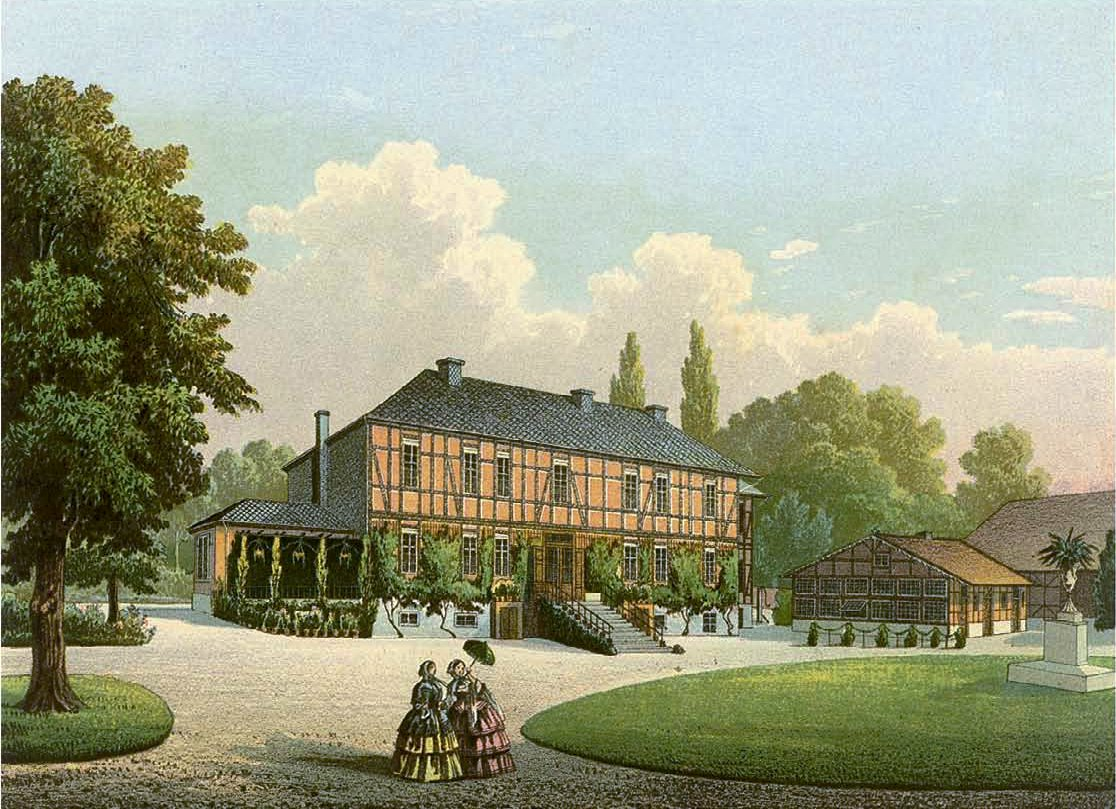
Gutshaus in Beetzendorf
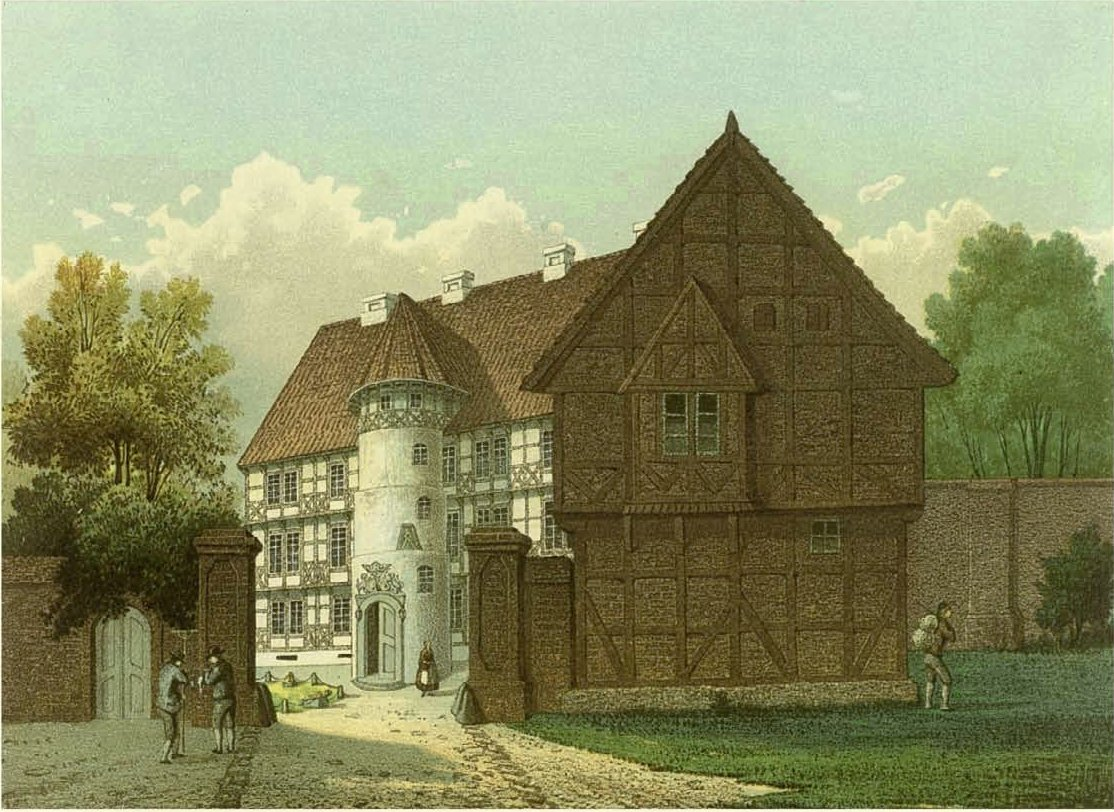
Propstei Salzwedel, Sachsen-Anhalt
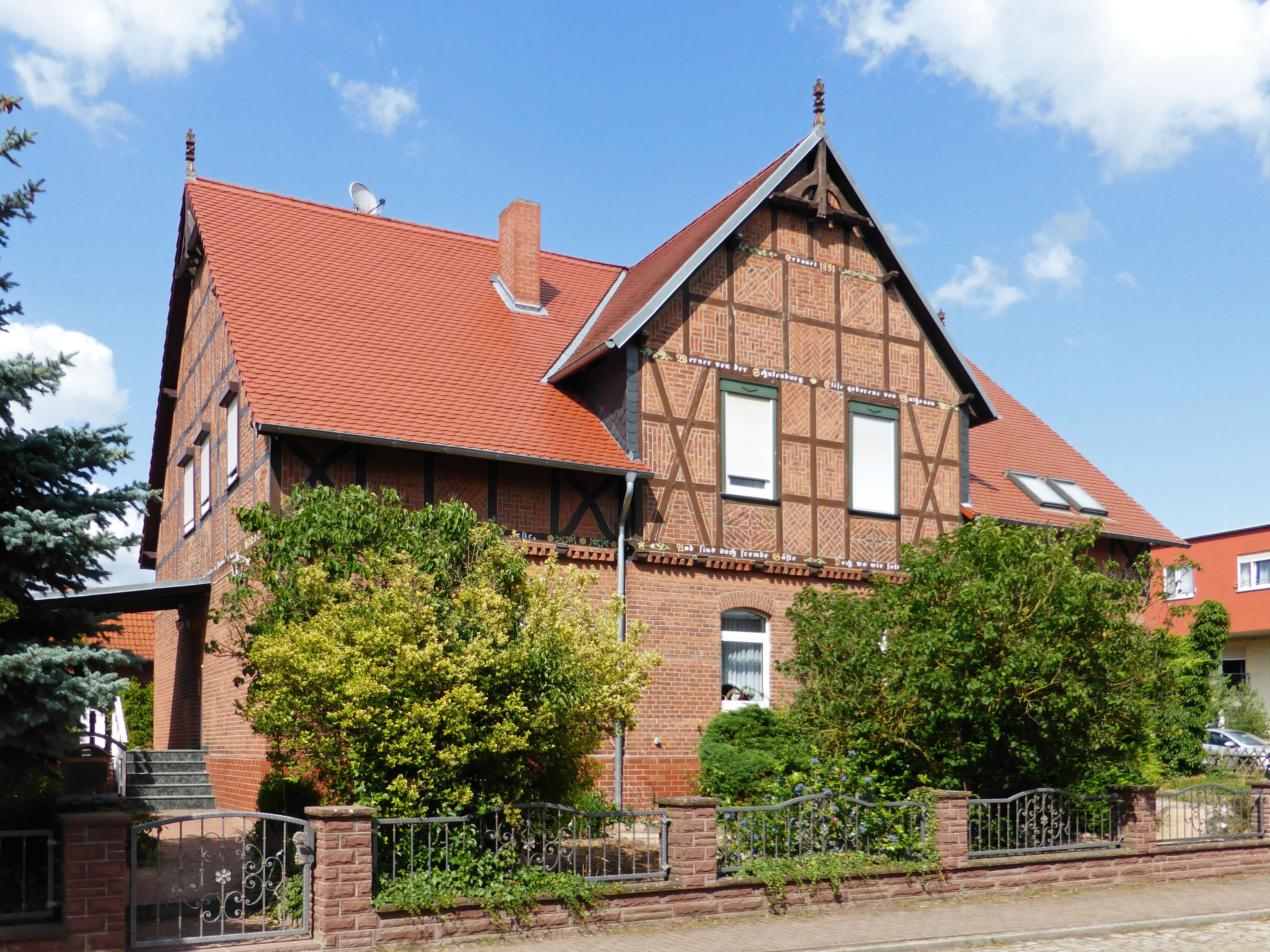
Von ihm 1891 erbautes Haus in Beetzendorf (Goethestr. 23)